# سیارک ۳۹۰۱
سیارک ۳۹۰۱ (به انگلیسی: 3901 Nanjingdaxue، نامگذاری:1958GQ) سه هزار و نهصد و یکمین سیارک کشف شده‌است که در ۷ آوریل ۱۹۵۸ کشف شد.